# Хајнкел HD-23
Хајнкел HD-23 је немачки и јапански ловачки авион који је производила фирма Хајнкел. Први лет авиона је извршен 1925. године. 

Највећа брзина у хоризонталном лету је износила 249 km/h. Размах крила је био 10,80 метара а дужина 7,55 метара. Маса празног авиона је износила 1470 килограма а нормална полетна маса 2070 килограма.

## Наоружање
| Наоружање авиона: Хајнкел      |          |
| Ватрено (стрељачко) наоружање  |          |
| Топ                            |          |
| Митраљез                       |          |
| Број и ознака митраљеза        | 2        |
| Калибар                        | 7,7      |
| Бомбардерско наоружање (бомбе) |          |
| Укупна маса                    | до 60 кг |
| Број тачака за подвешавање     | 2        |
| Ракетно наоружање (ракете)     |          |